# Minorités ethniques en Arménie
La population de l'Arménie comprend divers groupes ethniques minoritaires importants.

## Tendances démographiques dans l'histoire moderne de l'Arménie
Selon le dernier recensement, les minorités ethniques en Arménie représentent moins de 3 % de la population. Diverses sources suggèrent des chiffres différents, et même certains représentants des minorités ethniques ne sont pas informés des chiffres exacts. Cependant, les vagues de migration en provenance d'Arménie comprenaient toujours des représentants de diverses minorités ethniques et, comme le suggèrent leurs dirigeants, la migration depuis l'Arménie se poursuivra malgré des améliorations considérables de la situation économique et politique en Arménie.
| Groupe ethnique | Recensement soviétique de 1989 | Recensement arménien de 2001 | Recensement arménien de 2011 |
| --------------- | ------------------------------ | ---------------------------- | ---------------------------- |
| Yézidis         | 56 127                         | 40 620                       | 35 272                       |
| Russes          | 51 555                         | 14 660                       | 11 862                       |
| Assyriens       | 5 963                          | 3 409                        | 2 769                        |
| Ukrainiens      | 8 341                          | 1 633                        | 1 176                        |
| Grecs           | 4 650                          | 1 176                        | 900                          |
| Israéliens      | 676                            |                              | 127                          |
| Perses          | 14                             | 326                          | N / A                        |
| Géorgiens       | 1 364                          |                              | 974                          |
| Biélorusses     | 1 061                          |                              | 214                          |
| Azerbaïdjanais  | 84 860                         | 29                           | N / A                        |
| Poteaux         |                                |                              | 124                          |
| Allemands       |                                |                              | 33                           |
| Kurdes          |                                |                              | 2 131                        |
| Autre           |                                |                              | 1 658                        |
| Non spécifié    |                                |                              | 100                          |
| Total           | 221 160                        | 67 657                       | 55 582                       |

Alors que les Arméniens formaient une majorité constante, les Azerbaïdjanais étaient la deuxième plus grande population de la république sous le régime soviétique (formant environ 2,5 % en 1989). Cependant, en raison des hostilités avec l'Azerbaïdjan voisin au sujet de la région contestée du Haut-Karabakh, pratiquement tous les Azéris ont émigré d'Arménie. À l'inverse, l'Arménie a reçu un afflux important de réfugiés arméniens d'Azerbaïdjan, donnant ainsi à l'Arménie un caractère plus homogène. Cet échange de population a également affecté le peuple chrétien Oudis d'Azerbaïdjan, dont beaucoup étaient perçus comme des Arméniens en raison des liens culturels étroits entre les deux peuples. Le nombre d'Oudis résidant en Arménie est passé de 19 en 1989 à environ 200 en 2006.
De plus, depuis l'indépendance, plusieurs autres groupes ethniques ont émigré, notamment les Russes (qui sont passés de 51 555 personnes en 1989 à 14 660 en 2001), les Ukrainiens (8 341 en 1989 à 1 633 en 2001), Grecs (4 650 en 1989 à 1 176 en 2001) et Biélorusses (1 061 en 1989 à 160 en 2001). Le nombre de Kurdes, d'Armeno-Tats et d'Assyriens est resté constant pour la plupart (bien qu'environ 2 000 Assyriens aient quitté l'Arménie entre 1989 et 2001). Les Géorgiens ont également été historiquement comptés parmi les plus grands groupes ethniques de l'Arménie moderne, bien qu'il soit probable que leur nombre ait considérablement diminué depuis le recensement soviétique de 1989, alors qu'ils comptaient 1 364 personnes.

## Démographie
L'Arménie est la seule république de l'ex-Union soviétique à avoir une population quasi homogène. C'est aussi le deuxième État post-soviétique le plus densément peuplé après la Moldavie. Les minorités ethniques comprennent les Russes, les Assyriens, les Ukrainiens, les Kurdes, les Grecs, les Géorgiens et les Biélorusses. De plus petites communautés de Valaques, Mordves, Ossètes, Oudis et Armeno-Tats existent également. Des minorités de Polonais et d'Allemands du Caucase sont également présents, bien qu'ils soient fortement russifiés.

### Azerbaïdjanais

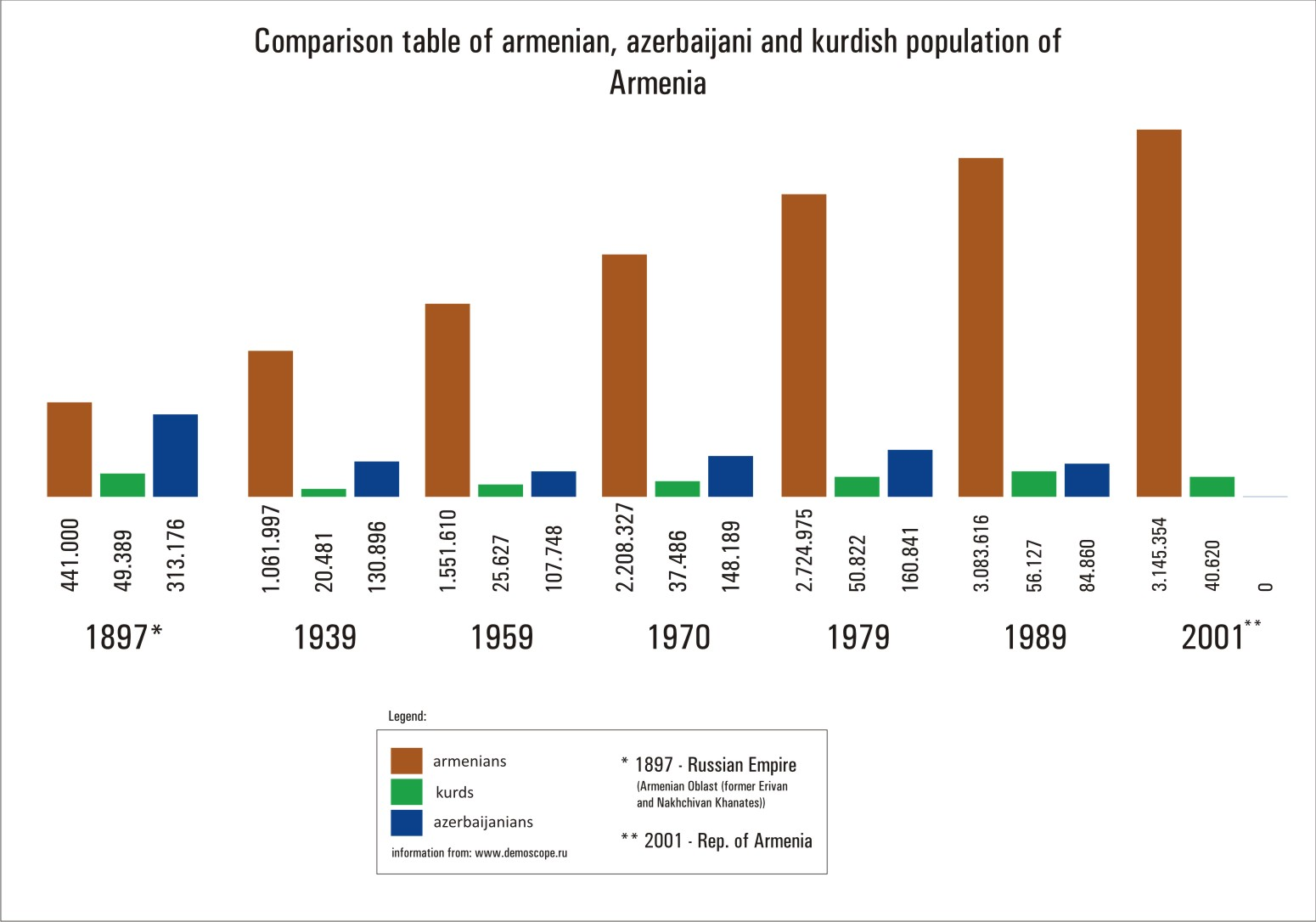
Tableau comparatif des populations arménienne, azerbaïdjanaise et kurde d'Arménie

La communauté azerbaïdjanaise en Arménie au XXe siècle était très importante mais est pratiquement inexistante depuis 1988–1991. La plupart des Azerbaïdjanais ont fui le pays à la suite de la première guerre du Haut-Karabakh et du conflit en cours entre l'Arménie et l'Azerbaïdjan. Le HCR estime que la population actuelle d'Azerbaïdjanais en Arménie se situe entre 30 et quelques centaines de personnes, la majorité d'entre eux vivant dans des zones rurales et étant membres de couples mixtes (principalement des mariages mixtes), ainsi que des personnes âgées et malades. La plupart d'entre eux auraient également changé de nom et fait profil bas pour éviter la discrimination.

### Yézidis
Les Yézidis constituent la plus grande minorité ethnique en Arménie. Les Yézidis sont pour la plupart des Kurdes de souche qui vivent dans l'ouest de l'Arménie et sont des adhérents de la plus petite des trois branches du Yazdânisme.

### Kurdes
Les Kurdes d'Arménie sont une minorité ethnique et religieuse dans le pays. Alors que les Yézidis, parfois aussi appelés Kurdes, constituent la plus grande minorité, il y a aussi un petit pourcentage de Kurdes non-Yezidis en Arménie.

### Russes
Les Russes ethniques sont la deuxième plus grande communauté ethnique en Arménie après les Yézidis, avec 14 600 membres. Même à l'époque de l'Union soviétique, à l'époque de la République socialiste soviétique arménienne, le pays avait le plus petit pourcentage de Russes par rapport aux 14 autres républiques. Bien que certains Russes de souche aient quitté le pays après l'indépendance, en raison de difficultés économiques et de meilleures opportunités, il y a un certain flux de nouveaux Russes de souche arrivant pour des raisons commerciales.
Il existe un certain nombre de publications en langue russe dans la République, notamment les quotidiens "Golos Armenii", "Novoye Vremia" et "Respublika Armenia" et l'hebdomadaire "Delovoi Expres".
Le système éducatif utilise également le russe dans de nombreux domaines.

### Assyriens
Les Assyriens sont présents en Arménie depuis des temps très anciens. Les Assyriens sont la troisième plus grande minorité en Arménie après les Yézidis et les Russes. Leur nombre est estimé à 5 000. Il y a un taux élevé de mariages mixtes entre les Assyriens et les Arméniens.
Selon le recensement de 2001, 3 409 Assyriens vivent en Arménie, et l'Arménie abrite certaines des dernières communautés assyriennes survivantes en dehors du Moyen-Orient. Il y avait 6 000 Assyriens en Arménie avant l'éclatement de l'URSS, mais en raison de l'économie en difficulté de l'Arménie, la population a été réduite de moitié, car beaucoup ont émigré vers les régions russes.
Les Assyriens sont un peuple sémitique chrétien, des locuteurs d'araméen qui descendants des anciens Assyriens et Babyloniens

### Moloques
Les Moloques (en russe : Молока́не) sont une secte religieuse, parmi les paysans russes (serfs), qui se sont séparés de l'Église orthodoxe russe dans les années 1550. Ils rejettent la Trinité telle que décrite par le Credo de Nicée, les jeûnes orthodoxes, le service militaire, adhèrent aux lois alimentaires casher de l'Ancien Testament et ne mangent pas de porc, de crustacés ou d'autres aliments impurs. Ils refusent également de nombreuses pratiques chrétiennes acceptées, y compris le baptême d'eau. Ils prétendent être les descendants directs des anciens « pauliciens » arméniens. Ils devinrent connus sous le nom de « Bogomiles » de Thrace, de Bulgarie, de Bosnie et de Serbie.
Moloque signifie "buveurs de lait" en russe, car ils buvaient du lait au lieu d'en jeûner lors des jeûnes orthodoxes. Il y a environ 5 000 Moloques en Arménie. Ils encouragent l'endogamie.

### Grecs
Les Grecs d'Arménie sont principalement des descendants des Grecs pontiques, qui vivaient à l'origine le long des rives de la mer Noire. Arméniens et Grecs coexistent depuis des siècles.

### Armeno-Tats
Les Tats chrétiens (en arménien : hay-tater) sont un groupe distinct d' Arméniens parlant le Tat qui ont historiquement peuplé les parties orientales du Caucase du Sud.

### Ukrainiens
L'origine des Ukrainiens en Arménie remonte au milieu du XIXe siècle après la migration en Transcaucasie « des Cosaques de la Petite Russie » pour sceller les frontières méridionales de l'Empire. Les migrants travaillaient principalement dans l'agriculture.

### Juifs
Les Juifs d'Arménie sont des Juifs ethniques / religieux vivant en Arménie. Il y a environ 300 à 500 Juifs vivant actuellement en Arménie, principalement dans la capitale Erevan. Les juifs ont leurs chefs religieux en Arménie dirigés par un grand rabbin et les questions sociopolitiques sont gérées par le Conseil juif d'Arménie.